# Mehcad Brooks

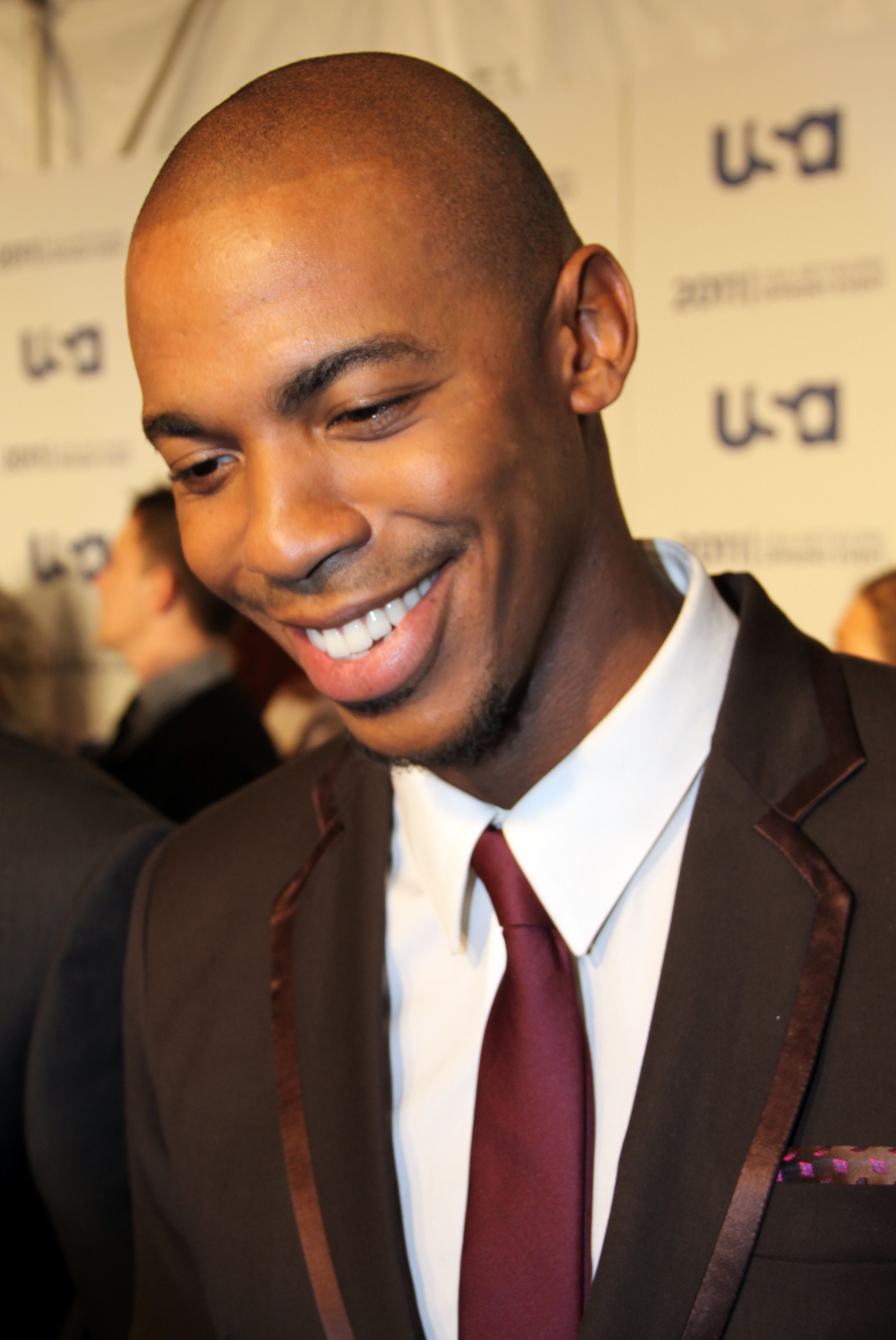
Mehcad Brooks

Mehcad Jason McKinley Brooks (Austin (Texas), 25 oktober 1980) is een Amerikaans acteur.

## Biografie
Brooks doorliep de high school aan de L.C. Anderson High School in Austin (Texas), waar hij in 1999 zijn diploma haalde. Hierna ging hij studeren aan de universiteit van Zuid Californië in Los Angeles.

## Prijzen

### Image Awards
- 2006 in de categorie Uitstekende Acteur in een Bijrol in een Televisieserie met de televisieserie Desperate Housewives – genomineerd

### Satellite Awards
- 2009 in de categorie Beste Cast met de televisieserie True Blood – gewonnen.

### Screen Actors Guild Awards
- 2010 in de categorie Uitstekend Optreden door een Cast in een Televisieserie met de televisieserie True Blood – genomineerd
- 2007 in de categorie Uitstekend Optreden door een Cast in een Televisieserie met de televisieserie Desperate Housewives – genomineerd
- 2006 in de categorie Uitstekend Optreden door een Cast in een Televisieserie met de televisieserie Desperate Housewives – gewonnen

## Filmografie

### Films
Uitgezonderd korte films.
- 2021 Mortal Kombat - Jax
- 2020 A Fall from Grace - als Shannon
- 2018 Nobody's Fool - als Charlie
- 2015 Avouterie - als Damien
- 2014 About Last Night - als Derek
- 2011 Creature – als Niles
- 2010 Just Wright – als Angelo Bembrey
- 2008 Fly Like Mercury – als Hutch
- 2007 In the Valley of Elah – als Ennis Long
- 2006 Glory Road – als Harry Flournoy
- 2004 Tiger Cruise – als Kenny
- 2002 Radimi: Who Stole the Dream – als Radimi Wadkins

### Televisieseries
Uitgezonderd eenmalige gastrollen.
- 2022-2024 Law & Order - als rechercheur Jalen Shaw - 35 afl.
- 2015-2019 Supergirl - als James Olsen - 92 afl.
- 2011-2013 Necessary Roughness – als Terrence King – 38 afleveringen
- 2010 My Generation – als Rolly Marks – 5 afleveringen
- 2008-2010 True Blood – als Eggs – 14 afleveringen
- 2010 The Deep End – als Malcolm Bennett – 6 afleveringen
- 2008 The Game – als Jerome Wright – 7 afleveringen
- 2007-2008 K-Ville – als Vin Bear – 2 afleveringen
- 2005-2006 Desperate Housewives – als Matthew Applewhite – 23 afleveringen
- 2003 Boston Public – als Russell Clark – 4 afleveringen
- 2015-heden Supergirl - als James Olsen - hoofdrol

- Bibliothèque nationale de France: cb16687202m (data)
- Gemeinsame Normdatei: 1143160320
- International Standard Name Identifier: 0000 0003 7124 2464
- Library of Congress Control Number: no2012077631
- MusicBrainz: cd60a0e3-00c9-487a-a4c9-4e377e88fcc2
- Virtual International Authority File: 250712312
- WorldCat: E39PBJyGYMB6PwX4vQMBtw8Bfq